# Paul Graham (basket-ball)
Pour les articles homonymes, voir Paul Graham (homonymie).
Paul Graham, né le 28 novembre 1967, à Philadelphie, en Pennsylvanie, est un ancien joueur américain de basket-ball. Il évolue aux postes d'arrière et d'ailier.

## Palmarès
- Joueur de l'année de la Mid-American Conference 1989
- First-team All-MAC 1988, 1989
- MAC Freshman of the Year 1986
- Champion USBL 1991, 1997, 1998
- MVP des playoffs USBL 1991
- All-USBL Second Team 1991
- All-Star Game LNB 1998